# Discoptila zernyi
Discoptila zernyi är en insektsart som först beskrevs av Werner 1934.  Discoptila zernyi ingår i släktet Discoptila och familjen syrsor. Inga underarter finns listade i Catalogue of Life.